# Oenoptila filata
Oenoptila filata là một loài bướm đêm trong họ Geometridae.